# Eupherusa cyanophrys
Colibri-de-oaxaca ou beija-flor-de-oaxaca ou beija-flor-azul-tampado (Eupherusa cyanophrys) é uma espécie de beija-flor endêmica da floresta subtropical úmida, na porção sul da Serra Madre do Sul, estado mexicano de Oaxaca. Sua área de distribuição é minúscula e está ameaçada pela destruição de habitat.
Assim como o beija-flor-de-cauda-branca, às vezes, ele é considerado uma subespécie do beija-flor-de-cauda-listrada, uma espécie mais difundida.